# Salazar – Agora, na Hora da Sua Morte
Salazar - Agora, na hora da sua morte é uma banda desenhada portuguesa. Teve como autores João Paulo Cotrim e Miguel Rocha, sendo publicada pela primeira vez em 2006 pela Parceria A. M. Pereira.